# 倫維克
倫維克（挪威語：Lenvik）是挪威特罗姆斯郡的旧市镇。該市镇存在於1838年至2020年間。2020年1月1日与其他三个市镇合并为新成立的塞尼亚市镇，并隶属于新成立的特罗姆斯-芬马克郡。

## 外部連結
- 维基共享资源上的相關多媒體資源：倫維克
- 维基词典中的词条「倫維克」
- 维基导游上有關Troms的旅行指南